# Kisléghi Nagy Gyula
Kisléghi Nagy Gyula (Valkóvár, 1861 – Őscsanád, 1918. március 9.) magyar régész, uradalmi főintéző.

## Élete
Jogi tanulmányait Budapesten végezte, aztán agrár tanulmányokat folytatott Magyaróváron. Utána – az akkori Európához viszonyítva is – virágzó Bánság régióban telepedett le. Sokáig főintézőként dolgozott M. San Marco hercegasszonynál, miközben szabadidejében régészettel foglalkozott. Tagja volt a Dél-Magyarország Történelmi és Régészeti Társaságának. Hitére, szellemiségére jellemzőek e gondolatai: ,,A Te bizonyosságaidhoz ragaszkodom Uram, – ne hagyj megszégyenülnöm!"
Kitűnő kapcsolatokat ápolt a kor budapesti tudósaival például Hampel Józseffel, Török Auréllel, Kormos Tivadarral, Bartucz Lajossal, és Bella Lajossal. Egy méltatásáról így vélekedett: „E meleg hangú sorokat valóban hálás fogékony lélekkel fogadtam; a dilettáns régész örömmel olvasta bennök, hogy annak, mi oly erős kitartásra készteti és annyi lelkesedéssel tölti el: lesz, lesz némi maradandó eredménye”. Így írt magáról Kisléghi Nagy Gyula, az emberi szerénység szimbólumaként is elkönyvelhető bánsági „amatőr” régész.
Munkásságának legnagyobb eredménye az a két Archaeológiai Napló, amely az ásatásainak nagyon pontos leírását, sok esetben pedig jegyzetrajzokat tartalmaz a közel két évtizedig tartó feltáró munkáról, amelyek észak- és északnyugat Bánságra koncentrálódtak. Azonban halála után majdnem nyolc évtized múlva, 1985-ben került csak a temesvári Bánsági Múzeumba az általa feltárt leletanyag egy része, valamint az Archaeológiai Napló I. része. Az általa feltárt régészeti leletanyagnak csak egy nagyon kis részét sikerült azonosítani a temesvári „Bánság Múzeumá”-ban.
Amivel mindenképpen megelőzte a korát az a tény, hogy koordináta adatokkal határozta meg a lelőhelyek földrajzi helyzetét. Az 1893 és 1911 közötti feltárások során 14 lelőhely megkutatása során tárt fel biztosan vagy kérdőjellel honfoglalás korban keltezhető temetőt, kis sírkertet vagy pedig talán magányos sírt. Kutatási területe elsősorban ezen évek alatt, Óbesenyő és környéke, ami érthető is, hiszen itt volt főintendáns. A honfoglalás kori lelőhelyek feltárását azonban Nagyőszőn kezdte, ahol 1898-ban két sírt tárt fel a Kleine Hügel nevezetű I. halomról. A napló szerint a teljes leletanyag a Magyar Nemzeti Múzeumba került, egy érem kivételével. 
Kisléghi megfigyelése a tegez sírban való helyzetével kapcsolatban nagyon fontos eredménynek számít, és ásatási megfigyeléseinek eredményei közé számítható a bukovapusztai II. halom 1. sírjának az addigiaktól eltérő tájolása. A honfoglalási kor temetkezési szokásainak fontos megfigyelése a koporsó használatának észrevétele a Bukovapuszta-IX. Hunca Mare halom fegyveres sírjában:, mely mindeddig a Bánságban az egyetlen lehetséges koporsós temetkezés leírása.
„Még sok munka végzendő itt, e kicsi körben is, egész múzeumot létesíthetnék csupán e szűk területről, szépet, tanulságosat. A kiszombori, nyerői, nagyőszi, nagyszentmiklósi, mokrini stb. őshalmoknak még nem akadt kutatója, – azon kisebb méretű és egészen apró halmoknak amiket csak a gyakorlott szem vesz észre. A messze kimagasló nagy tumulusok között is egyik-másik érintetlen lehet és fényes sikerrel jutalmazhatja az ásatást, de ezek inkább díszei síkságunknak, bennük és felettük a legtöbb esetben már csak az őskor lelke honol – borongva, némán.” – írja.
1918. március 9-én távozott az élők sorából, halálának okaként cukorbetegséget állapítottak meg. Ha nem is eléggé egyértelműen, azonban rosszabbodó egészségügyi állapotára már az általa írt ,,Archaeológiai Napló” egyes részeiben is találunk utalásokat. Temetése 1918. március 11-én volt az őscsanádi római katolikus temetőben, Jeremey Gyula plébános celebrálásával. Síremlékét, sírját a mai napig gondozzák.

## Művei
- Archaeológiai napló; szerk. Lőrinczy Gábor; Móra Ferenc Múzeum, Szeged–Temesvár, 2010